# Jolana
Jolana est le nom d'un cultivar de pommier domestique.

## Origine
1985, Tchéquie

## Parenté
Cultivar obtenu par croisement: Spartan × PRI 370-15.
La variété PRI 370-15 est celle avec gène de résistance à la tavelure, issue des recherches faites par les universités américaines PRI.
Descendants
- Vanda
- Katka

## Maladies
Ce cultivar possède le gène Vf de résistance à la tavelure du pommier issu du Malus floribunda 821.